# Flammersfeld
Flammersfeld é um município da Alemanha localizada no distrito de Altenkirchen, na associação municipal de Verbandsgemeinde Flammersfeld, no estado da Renânia-Palatinado.

## População
| - 1815 – 229 - 1835 – 341 - 1871 – 388 - 1905 – 458 - 1939 – 522 | - 1950 – 714 - 1961 – 803 - 1970 – 900 - 1987 – 1.039 - 2000 – 1.232 |

## Política
|      | SPD | CDU | Total       |
| 2009 | 6   | 10  | 16 Cadeiras |
| 2004 | 7   | 9   | 16 Cadeiras |